# Хускович, Мухарем
Муха́рем Ху́скович (нем. Muharem Huskovic; род. 5 марта 2003) — австрийский футболист боснийского происхождения, нападающий клуба «Аустрия».

## Клубная карьера
Хускович — воспитанник клубов «Кремсер» и венской «Аустрии». В 2020 году для получения игровой практики Мухорем начал выступать за дублирующий состав последних. 26 января 2021 года в матче против «Адмира Ваккер Мёдлинг» он дебютировал в австрийской Бундеслиге. 31 октября в поединке против «Тироль» Мухорем забил свой первый гол за «Аустрию».
В начале 2025 года Хускович на правах аренды перешёл в «Хартберг». 9 февраля в матче против «Тироля» он дебютировал за новую команду. 16 февраля в поединке против «Аустрии» из Клагенфурта Мухарем забил свой первый гол за «Хартберг». 